# Christoph Förster
Christoph Förster, född 30 november 1693 i Bad Bibra, död 6 december 1745 i Rudolstadt, var en tysk tonsättare och violinist under senbarocken. Han var kapellmästare vid hovet i Merseburg och är kanske mest känd för sina oboekonserter.

## Verk (urval)
- 26 sakrala kantater
- 11 profana kantater
- 6 ouvertyrer i A-, Ess-, B-, G-, D- och E-dur
- 12 symfonier
- Många solokonserter för cembalo, violin, horn, oboe, flöjt och orkester
- Flera dubbelkonserter
- 6 sonater för violin och generalbas
- Triosonat för 2 violiner och generalbas